# Leichtathletik-Weltmeisterschaften 1987/Teilnehmer (Nauru)
| Gelbes Symbol für Goldmedaillen mit stilisierten Olympischen Ringen | Graues Symbol für Silbermedaillen mit stilisierten Olympischen Ringen | Braundes Symbol für Bronzemedaillen mit stilisierten Olympischen Ringen |
| ------------------------------------------------------------------- | --------------------------------------------------------------------- | ----------------------------------------------------------------------- |
| —                                                                   | —                                                                     | —                                                                       |

Zu den zweiten Leichtathletik-Weltmeisterschaften 1987 im italienischen Rom entsandte die Republik Nauru zwei Athletinnen und Athleten.

## Ergebnisse
Rick Hiram belegte am 29. August 1987 im sechsten Vorlauf über 100 Meter der Männer in einer Zeit von 11,37 Sekunden den siebten und letzten Platz. Unter den 51 Teilnehmern der Vorläufe waren lediglich der Palästinenser Mohd Eid Ismail Amawi, der Monegasse Gilbert Bessi und der Malediver Ibrahim Mohamed-Waheed langsamer. Denise Ephraim belegte am 29. August 1987 im dritten Vorlauf über 100 Meter der Frauen in einer Zeit von 13,69 Sekunden den siebten und letzten Platz. Unter den 51 Teilnehmerinnen der Vorläufe waren lediglich die Sudanesin Moutwakil Abdelkarim und die Malediverin Jyhan Hassan-Didi langsamer.
| Athlet         | Disziplin      | Vorlauf | Vorlauf | Viertelfinale | Viertelfinale | Halbfinale    | Halbfinale    | Finale        | Finale        |
| Athlet         | Disziplin      | Zeit    | Platz   | Zeit          | Platz         | Zeit          | Platz         | Zeit          | Platz         |
| -------------- | -------------- | ------- | ------- | ------------- | ------------- | ------------- | ------------- | ------------- | ------------- |
| Rick Hiram     | 100 m (Männer) | 11,37 s | 48.     | ausgeschieden | ausgeschieden | ausgeschieden | ausgeschieden | ausgeschieden | ausgeschieden |
| Denise Ephraim | 100 m (Frauen) | 13,69 s | 49.     | ausgeschieden | ausgeschieden | ausgeschieden | ausgeschieden | ausgeschieden | ausgeschieden |